# おとうと (2010年の映画)
『おとうと』は、2010年の日本映画。山田洋次監督。

## 概要
山田洋次監督にとって、『十五才 学校IV』以来10年ぶりの現代劇である。1960年に『おとうと』を撮った市川崑監督に捧げられた。病に倒れた弟に姉が鍋焼きうどんを食べさせるシーン、そしてふたりがリボンで手をつないで眠るシーンがオマージュとして反復されている。
全国303館で公開され、2010年1月30-31日の2日間で動員21万8,171人、興収2億3,592万9,100円を記録し、週末興行成績ランキング（興行通信社調べ）で初登場第3位となっている。公開2週目で興収10億円を突破、公開15日目で動員約101万人を突破した。
2010年2月11日開催の第60回ベルリン国際映画祭でクロージング上映された。また山田洋次監督に特別功労賞に当たるベルリナーレ・カメラ賞が贈られた。
作中で大阪市西成区にあるという設定の「みどりのいえ」は、東京都の山谷地域に実在するホスピスの「きぼうのいえ」をモデルにしたものである。
ロケは、東京都大田区の石川台希望ヶ丘商店街、千葉県木更津市のオークラアカデミアパークホテル、大阪市西成区、大阪市浪速区、星薬科大学、横浜市立みなと赤十字病院などで行われた。姉・吟子が東京から大阪に向かうシーンでは、JR東日本企画のロケーションサービスによって、はやて14号（八戸 - 東京）車内が撮影に利用された。このため東海道新幹線とは座席の色などが異なっている。
山田洋次の監督映画としては初めてBlu-ray Discが発売された作品でもある。

## ストーリー
結婚して数年で夫を亡くし、小さな薬局を営みながら、女手ひとつで娘の小春を育てた姉・吟子と、役者としての成功を夢み、無為に歳を重ねてしまった風来坊の弟・鉄郎の物語である。鉄郎は姉・吟子の夫の十三回忌の席で酔っ払って大暴れし、親類中の鼻つまみ者となっていた。以後10年近く吟子との連絡も途絶えていたが、娘のように可愛がっていた姪の小春が結婚することをたまたま知り、披露宴に駆けつけた。
歓迎されざる客を追い返そうとする親類を吟子は取りなし、鉄郎に酒は一滴も飲まないと約束させて披露宴に参加させた。しかし鉄郎は目の前に置かれた酒の誘惑に抵抗できず、あっさりと約束を破ったばかりか酔っぱらって大騒ぎを演じ、披露宴を台無しにしてしまう。その事件は、のちに小春の結婚が破綻する一因ともなる。結婚式での乱行に激怒した親類らが次々と絶縁を決め込む中、ただ一人、吟子だけは鉄郎の味方だったが、その吟子も、ある事件をきっかけについに鉄郎に絶縁を言い渡してしまう。鉄郎は悪態を吐いて出て行くが、 この時既に鉄郎は死の病に取り付かれていた。

## キャスト
- 高野吟子：吉永小百合
- 丹野鉄郎：笑福亭鶴瓶
- 高野小春：蒼井優
- 長田亨：加瀬亮
- 高野絹代：加藤治子（特別出演）
- 寺山祐介（小春の夫）：田中壮太郎
- 丸山（自転車屋店主）：笹野高史
- 遠藤（歯科医師）：森本レオ
- 丸山の息子：石塚義之
- 警官：ラサール石井
- アパートの家主：池乃めだか
- 鍋焼きうどんを持ってきた出前の親父：佐藤蛾次郎
- 大原ひとみ（鉄郎の元恋人）：キムラ緑子
- 丹野庄平：小林稔侍
- 丹野信子：茅島成美
- 浜村医師：近藤公園
- 小宮山進：小日向文世
- 小宮山千秋：石田ゆり子
- ジローさん：横山あきお
- ホテル従業員〈カメオ出演〉：中居正広
- 大塚麻恵、渡辺寛二、井上夏葉、しまぞう、二橋進、菅登未男、北山雅康、那須佐代子、藤田宗久、筒井巧、松野太紀　ほか

## スタッフ
- 監督：山田洋次
- 脚本：山田洋次、平松恵美子
- 製作者：野田助嗣
- プロデューサー：深澤宏、山本一郎、田村健一
- 製作総指揮：迫本淳一
- 撮影：近森眞史
- 美術：出川三男
- 編集：石井巌
- 音楽：冨田勲
- 照明：渡邊孝一
- 録音：岸田和美
- 音響効果：帆刈幸雄
- 助監督：花輪金一、平松恵美子、濱田雄一郎、平田陽亮、日置珠子
- 製作担当：相場貴和
- 題字：松本春野
- VFX：オムニバス・ジャパン
- スタジオ：東宝スタジオ
- 現像：東京現像所
- 製作委員会メンバー：松竹、住友商事、テレビ朝日、博報堂DYメディアパートナーズ、衛星劇場、デンナーシステムズ、日本出版販売、エフエム東京、Yahoo! JAPAN、読売新聞、朝日放送、名古屋テレビ放送、木下工務店

## 受賞歴
- 第34回日本アカデミー賞[6]
  - 優秀作品賞
  - 優秀監督賞（山田洋次）
  - 優秀脚本賞（山田洋次、平松恵美子）
  - 優秀主演男優賞（笑福亭鶴瓶）
  - 優秀主演女優賞（吉永小百合）
  - 優秀助演女優賞（蒼井優）
  - 優秀音楽賞（冨田勲）
  - 優秀撮影賞（近森眞史）
  - 優秀照明賞（渡邊孝一）
  - 優秀録音賞（岸田和美）
  - 優秀編集賞（石井巌）